# Trypanosoma cervi
Trypanosoma cervi  – kinetoplast, należący do królestwa protista. Jest pasożytem jeleniowatych takich jak: jeleń wirginijski (Odocoileus virginianus), mulak (Odocoileus hemionus), wapiti (Cervus canadensis), łoś (Alces alces). Stwierdzono również występowanie T. cervi u renifera (Rangifer tarandus)
Przenosicielami pasożyta są bąki z rodziny bąkowatych (Tabanidae).
Występuje na terenie Ameryki Północnej.